# Ester Hjelt
Ester Maria Hjelt, född 23 november 1885 i Vasa, död 29 januari 1960 i Helsingfors, var en finlandssvensk ungdomsförfattare och psykolog. Sina skönlitterära verk publicerade hon under namnet Maja Wasander. Hon blev filosofie doktor vid Åbo Akademi 1948. 

## Verk

### Under eget namn
- Två kombinationstests, tillämpande på finländska skolbarn. Finska Vetenskaps-Societeten, Helsingfors 1930 (dissertation).
- Praktisk psykologi i samhällslivet. Söderström, Helsingfors 1938.
- Lannistumaton: Maikki Fribergin elämäkerta. [Biografi över Maikki Friberg.] Översättning från svenskt manuskript av Tyyni Tuulio. Gummerus 1945.

### Barnaböcker under namnet Maja Wasander
- I tonåren. Schildt, Helsingfors 1918.
- Lyckliga år: En berättelse om Gunnel och hennes syskon. Söderström, Lovisa 1919.
- Klosterliv. Söderström, Helsingfors 1935.
- I solskenet. Söderström, Helsingfors 1936.